# Philippsburg
Philippsburg je grad u njemačkoj pokrajini Baden-Württemberg. Nalazi se oko 20 km sjeverno od Karlsruhea u istoimenom okrugu.

## Stanovništvo
Philippsburg ima 12.571 stanovnika u dvije gradske četvrti: Huttenheimu i Rheinsheimu.

## Gradovi partneri
- Île de Ré, Francuska
- Le Gua, Francuska
- Philippsbourg, Francuska
- Philippsburg, Kansas, SAD

## Vanjske poveznice
- Službena stranica (njem.)

### Ostali projekti
|  | Zajednički poslužitelj ima još gradiva o temi Philippsburg |